# Diocesi di Saint-Jérôme-Mont-Laurier
La diocesi di Saint-Jérôme-Mont-Laurier (in latino Dioecesis Sancti Hieronymi Terraebonae-Montis Laurei) è una sede della Chiesa cattolica in Canada suffraganea dell'arcidiocesi di Montréal. Nel 2022 contava 500.732 battezzati su 778.476 abitanti. È retta dal vescovo Raymond Poisson.

## Territorio
La diocesi è situata nella parte sud-orientale della provincia canadese del Québec nella regione di Laurentides.
Sede vescovile è la città di Saint-Jérôme, dove si trova la cattedrale di San Girolamo. A Mont-Laurier sorge la concattedrale di Nostra Signora di Fourvière.
Il territorio della diocesi si estende su 22.084 km² ed è suddiviso in 45 parrocchie, raggruppate in 3 regioni pastorali.

## Storia

### Diocesi di Mont-Laurier

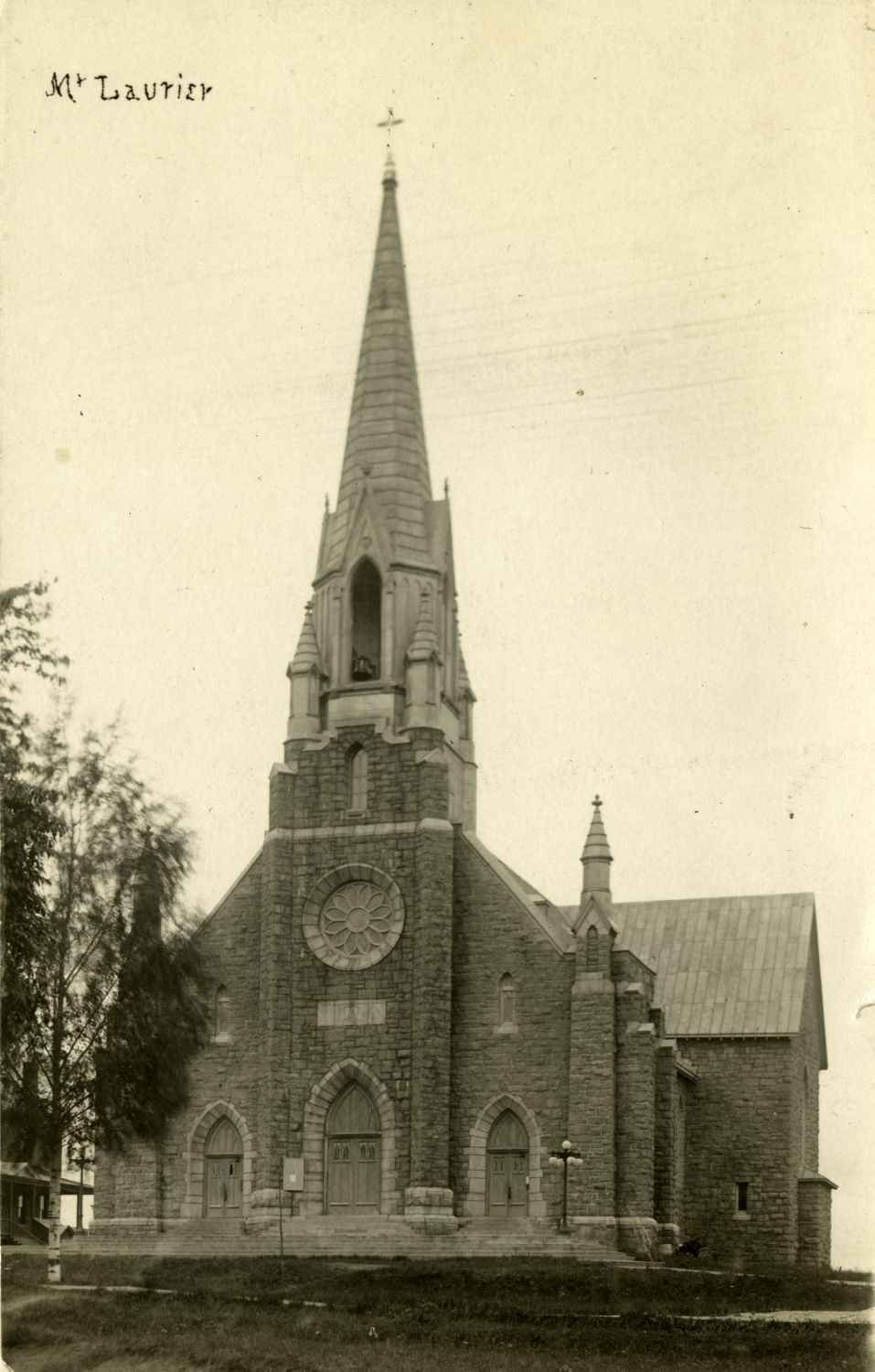
La cattedrale di Nostra Signora di Fourvière, nel 1910.

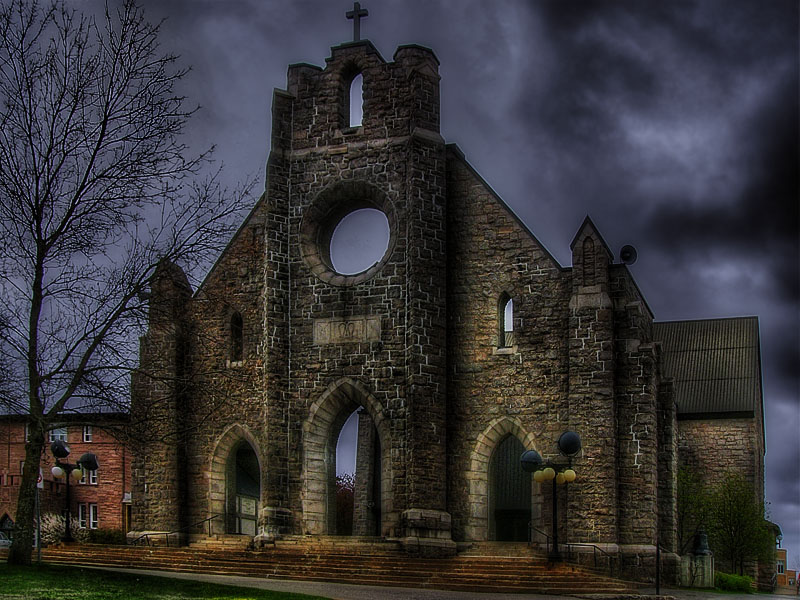
La concattedrale di Nostra Signora di Fourvière a Mont-Laurier.

La diocesi di Mont-Laurier fu eretta il 21 aprile 1913, ricavandone il territorio dall'arcidiocesi di Ottawa (oggi arcidiocesi di Ottawa-Cornwall), di cui originariamente era suffraganea.
Il 28 giugno 1947 in virtù della bolla Ex vetusto Ecclesiae di papa Pio XII fu istituito il capitolo cattedrale.
Il 23 giugno 1951 cedette una porzione del suo territorio a vantaggio dell'erezione della diocesi di Saint-Jérôme.
Il 31 ottobre 1990 entrò a far parte della provincia ecclesiastica di Gatineau-Hull (oggi arcidiocesi di Gatineau).
Alla fine del 2012 contavano case in diocesi: gli istituti religiosi maschili dei domenicani, degli oblati di Maria Immacolata, dei fratelli del Sacro Cuore, dei picpusiani, dei padri delle missioni estere del Québec, dei missionari dei Santi Apostoli; gli istituti religiosi femminili delle suore di carità di Santa Maria, delle suore della carità di Ottawa, delle figlie di Gesù, delle suore Marianite di Santa Croce, delle suore di Sant'Anna di Lachine, delle suore della Santa Croce e dei Sette Dolori, delle suore di Santa Maria di Namur; l'Istituto secolare Pio X.
Il 20 maggio 2022, con il decreto Quo aptius christifidelium della Congregazione per i vescovi, la sede di Mont-Laurier ha ceduto all'arcidiocesi di Gatineau 5 parrocchie e la cura pastorale della parrocchia di St-Roch de Lac-Cayamant, appartenente alla diocesi di Pembroke.

### Diocesi di Saint-Jérôme
La diocesi di Saint-Jérôme fu eretta il 23 giugno 1951 con la bolla Ad catholicum nomen di papa Pio XII, ricavandone il territorio dalla diocesi di Mont-Laurier e dalle arcidiocesi di Montréal e di Ottawa (oggi arcidiocesi di Ottawa-Cornwall).
Il capitolo della cattedrale fu costituito il 20 novembre 1954 con la bolla Quicquid ad divini dello stesso papa Pio XII.

### Sedi unite
Dal 2020 al 2022 le diocesi di Saint-Jérôme e di Mont-Laurier sono state unite in persona episcopi.
Il 1º giugno 2022 papa Francesco, con la bolla Per stultitiam Crucis, ha disposto la plena unio delle diocesi di Saint-Jérôme e di Mont-Laurier, e la nascita della diocesi di Saint-Jérôme-Mont-Laurier.

## Cronotassi
Si omettono i periodi di sede vacante non superiori ai 2 anni o non storicamente accertati.

### Vescovi di Saint-Jérôme
- Émilien Frenette † (5 luglio 1951 - 11 giugno 1971 dimesso)
- Bernard Hubert † (25 giugno 1971 - 27 gennaio 1977 nominato vescovo coadiutore di Saint-Jean-de-Québec)
- Charles-Omer Valois † (10 giugno 1977 - 22 gennaio 1997 dimesso)
- Gilles Cazabon, O.M.I. (27 dicembre 1997 - 3 luglio 2008 ritirato)
- Pierre Morissette (3 luglio 2008 - 21 maggio 2019 dimesso)
- Raymond Poisson (21 maggio 2019 succeduto - 1º giugno 2022 nominato vescovo di Saint-Jérôme-Mont-Laurier)

### Vescovi di Mont-Laurier
- François-Xavier Brunet † (6 agosto 1913 - 7 gennaio 1922 deceduto)
- Joseph-Eugène Limoges † (11 settembre 1922 - 1º marzo 1965 deceduto)
- Joseph Louis André Ouellette † (27 marzo 1965 - 10 maggio 1978 dimesso)
- Jean Gratton † (10 maggio 1978 - 8 settembre 2001 ritirato)
- Vital Massé (8 settembre 2001 - 2 febbraio 2012 ritirato)
- Paul Lortie (2 febbraio 2012 - 10 luglio 2019 ritirato)[9]
- Raymond Poisson (1º giugno 2020 - 1º giugno 2022 nominato vescovo di Saint-Jérôme-Mont-Laurier)

### Vescovi di Saint-Jérôme-Mont-Laurier
- Raymond Poisson, dal 1º giugno 2022

## Statistiche
La diocesi nel 2022 su una popolazione di 500.732 persone contava 778.476 battezzati, corrispondenti al 64,3% del totale.
| anno                                 | popolazione | popolazione | popolazione | presbiteri | presbiteri | presbiteri | presbiteri                | diaconi | religiosi | religiosi | parrocchie |
| anno                                 | battezzati  | totale      | %           | numero     | secolari   | regolari   | battezzati per presbitero | diaconi | uomini    | donne     | parrocchie |
| ------------------------------------ | ----------- | ----------- | ----------- | ---------- | ---------- | ---------- | ------------------------- | ------- | --------- | --------- | ---------- |
| diocesi di Saint-Jérôme              |             |             |             |            |            |            |                           |         |           |           |            |
| 1966                                 | 143.895     | 160.095     | 89,9        | 286        | 158        | 128        | 503                       |         | 186       | 428       | 58         |
| 1970                                 | 157.904     | 169.469     | 93,2        | 237        | 122        | 115        | 666                       |         | 259       | 455       | 56         |
| 1976                                 | 191.665     | 226.825     | 84,5        | 147        | 111        | 36         | 1.303                     | 2       | 212       | 400       | 63         |
| 1980                                 | 238.403     | 271.000     | 88,0        | 221        | 100        | 121        | 1.078                     | 2       | 276       | 306       | 63         |
| 1990                                 | 297.248     | 322.250     | 92,2        | 219        | 92         | 127        | 1.357                     | 5       | 278       | 299       | 68         |
| 1999                                 | 390.576     | 420.629     | 92,9        | 200        | 84         | 116        | 1.952                     | 15      | 233       | 266       | 66         |
| 2000                                 | 390.576     | 420.576     | 92,9        | 188        | 83         | 105        | 2.077                     | 16      | 214       | 250       | 65         |
| 2001                                 | 390.576     | 420.576     | 92,9        | 182        | 80         | 102        | 2.146                     | 18      | 207       | 248       | 65         |
| 2002                                 | 390.576     | 420.576     | 92,9        | 98         | 76         | 22         | 3.985                     | 19      | 102       | 183       | 59         |
| 2003                                 | 390.576     | 420.576     | 92,9        | 159        | 75         | 84         | 2.456                     | 18      | 164       | 185       | 50         |
| 2004                                 | 407.065     | 419.150     | 97,1        | 152        | 71         | 81         | 2.678                     | 17      | 155       | 173       | 50         |
| 2010                                 | 428.000     | 439.000     | 97,5        | 110        | 73         | 37         | 3.890                     | 19      | 44        | 128       | 34         |
| 2014                                 | 446.000     | 459.000     | 97,2        | 67         | 52         | 15         | 6.656                     | 18      | 21        | 97        | 35         |
| 2017                                 | 461.510     | 474.815     | 97,2        | 63         | 46         | 17         | 7.325                     | 18      | 26        | 88        | 35         |
| 2020                                 | 419.086     | 653.336     | 64,1        | 63         | 51         | 12         | 6.652                     | 18      | 17        | 58        | 33         |
| diocesi di Mont-Laurier              |             |             |             |            |            |            |                           |         |           |           |            |
| 1949                                 | 56.785      | 57.985      | 97,9        | 150        | 101        | 49         | 378                       |         | 181       | 370       | 52         |
| 1966                                 | 65.897      | 67.116      | 98,2        | 144        | 102        | 42         | 457                       |         | 54        | 405       | 56         |
| 1970                                 | 68.110      | 69.682      | 97,7        | 141        | 94         | 47         | 483                       |         | 94        | 367       | 55         |
| 1976                                 | 65.835      | 68.108      | 96,7        | 123        | 71         | 52         | 535                       |         | 106       | 268       | 62         |
| 1980                                 | 67.125      | 70.100      | 95,8        | 107        | 63         | 44         | 627                       |         | 103       | 242       | 62         |
| 1990                                 | 75.000      | 77.200      | 97,2        | 91         | 53         | 38         | 824                       |         | 75        | 175       | 59         |
| 1999                                 | 77.860      | 86.511      | 90,0        | 63         | 38         | 25         | 1.235                     |         | 46        | 110       | 59         |
| 2000                                 | 77.980      | 86.969      | 89,7        | 56         | 36         | 20         | 1.392                     |         | 34        | 96        | 59         |
| 2001                                 | 77.980      | 86.969      | 89,7        | 55         | 36         | 19         | 1.417                     |         | 31        | 69        | 59         |
| 2002                                 | 82.074      | 92.218      | 89,0        | 50         | 37         | 13         | 1.641                     |         | 26        | 65        | 59         |
| 2003                                 | 82.074      | 92.218      | 89,0        | 44         | 31         | 13         | 1.865                     |         | 25        | 65        | 54         |
| 2004                                 | 82.074      | 92.218      | 89,0        | 39         | 32         | 7          | 2.104                     |         | 15        | 66        | 51         |
| 2013                                 | 77.340      | 97.480      | 79,3        | 34         | 28         | 6          | 2.274                     | 2       | 10        | 30        | 19         |
| 2016                                 | 77.965      | 96.910      | 80,5        | 31         | 28         | 3          | 2.515                     | 2       | 3         | 11        | 19         |
| 2019                                 | 79.000      | 98.300      | 80,4        | 27         | 24         | 3          | 2.925                     | 2       | 3         | 5         | 16         |
| 2021                                 | 81.250      | 101.000     | 80,4        | 24         | 22         | 2          | 3.385                     | 2       | 2         | 5         | 16         |
| diocesi di Saint-Jérôme-Mont-Laurier |             |             |             |            |            |            |                           |         |           |           |            |
| 2022                                 | 500.732     | 778.476     | 64,3        | 85         | 74         | 11         | 5.890                     | 19      | 14        | 57        | 45         |